# Albert Wass
Albert graaf van Szentegyed en Czege Wass (Válaszút, 8 januari 1908 - Astor (Florida), 17 februari 1998) was een Hongaars schrijver en dichter.

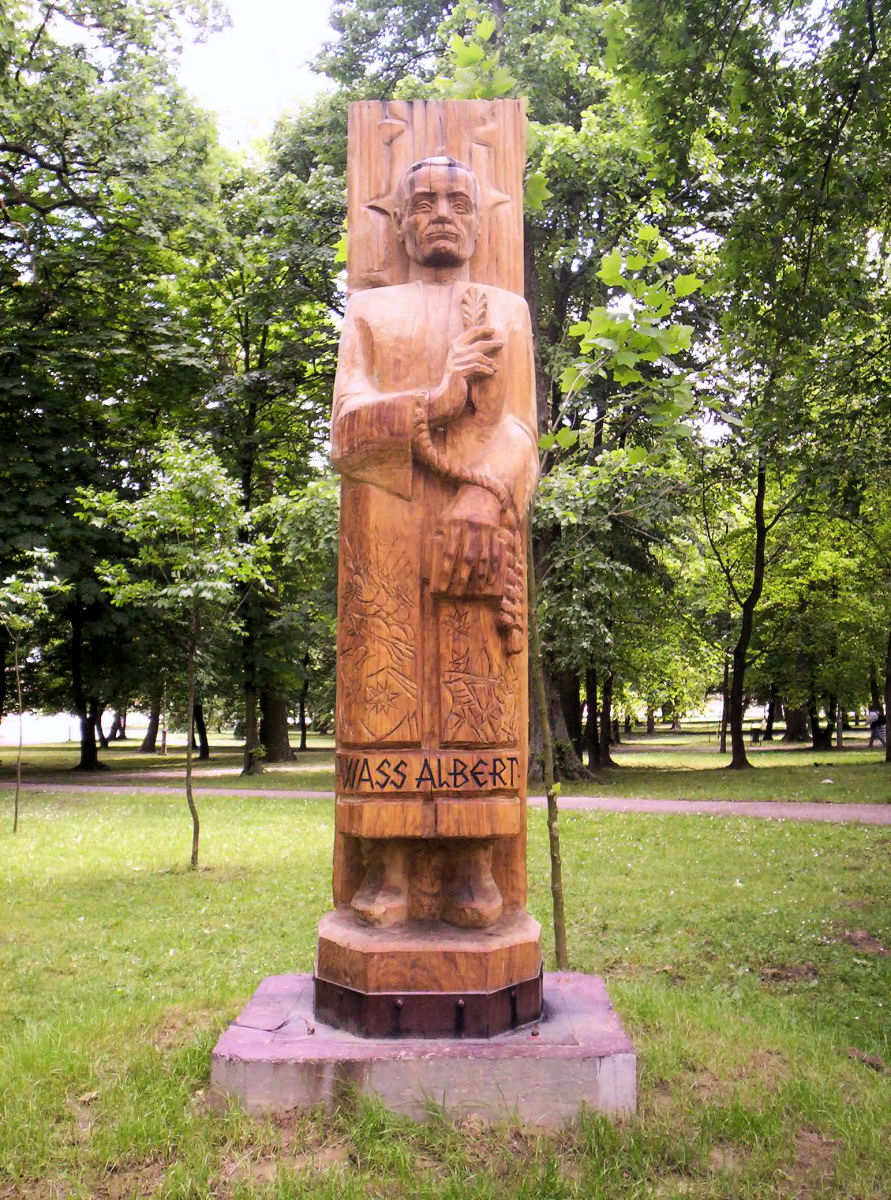
Houten standbeeld van Albert Wass in Harkány, Hongarije

Als vertegenwoordiger van de Transsylvaanse Hongaarse literatuur werd hij eigenlijk pas na zijn dood in Hongarije ontdekt. Een van zijn bekendste boeken is "Zwaard en zeis" (Kard és kasza). Het doorloopt de hele Hongaarse geschiedenis van 1050 tot de moderne tijd aan de hand van een familiegeschiedenis. Vanaf 1944 woonde hij in Duitsland, en van 1952 tot aan zijn dood in de Verenigde Staten. Onder de dictatuur van Nicolai Ceausescu waren zijn boeken in Roemenië verboden. In het naoorlogse Hongarije verschenen zijn werken pas na de revolutie van 1989, tot dan waren ze er nagenoeg onbekend.
De kritische analyse van zijn literaire productie gaat (2005) nog steeds door. Vanaf het einde van de jaren 1990 groeide zijn populariteit bij het lezerspubliek van zowel Transsylvanië als Hongarije. In de peiling "Het Grote Boek" (A Nagy Könyv) van 2005 bleek hij een van de favoriete Hongaarse schrijvers: "De heks van Funtinel" (A funtineli boszorkány) raakte bij de 12 populairste Hongaarse romans, en nog twee andere van zijn romans eindigden bij de eerste 50: "Geef onze bergen terug" (Adjátok vissza a hegyeimet!) en de eerder genoemde "Zwaard en zeis".

## Afkomst
De familie Wass gaat terug tot de tijd van koning Arpád, en is een van de oudste adellijke families van Transsylvanië. Keizerin Maria Theresia verleende hun in 1744 de titel van graaf. Grootvader Béla Wass was parlementslid en later koninklijk commissaris in het comitaat Szolnok-Doboka. Zijn vader was Endre Wass (1886-1975), zijn moeder Ilona Bánffy de Losoncz (1883-1960).

## Jeugdjaren
Hij werd geboren in Válaszút (nabij Kolozsvár) op het kasteel Bánffy. Zijn ouders scheidden vroeg en het was vooral zijn grootvader Béla die de bron van stabiliteit vormde in zijn kinderjaren. Hij doorliep het middelbaar onderwijs in Kolozsvár, in het Gereformeerde College van de Farkasstraat. Hij deed eindexamen in 1926.
Hij zette zijn studies voort aan de Landbouwacademie van Debrecen en behaalde een diploma in de bosbouw. Hij studeerde in Hohenheim (Duitsland) en aan de Sorbonne in Parijs, en haalde bijkomende diploma's als bosbouwingenieur en wildbeheerder. In 1932 keerde hij terug naar Transsylvanië wegens de ziekte van zijn vader. Hij kon zich evenwel een tijdlang niet met familiezaken bezighouden omdat hij zijn dienstplicht in het Roemeense leger moest vervullen.
Zijn eerste vrouw was de dochter van zijn nicht Ilona Wass, Eva Siemers (1914-1991). Onder druk van de familie trouwde ik in 1935 met mijn nichtje Eva Siemers uit Hamburg. Alleen op die manier konden we het familiebezit voor een faillissement behoeden. Hij werd vader van zes kinderen: Vid, Csaba, Huba, Miklós, Géza en Endre. Csaba stierf op driejarige leeftijd. Huba Wass doorliep een schitterende carrière in het Amerikaanse leger en haalde de rang van brigadegeneraal. Hij werkte mee aan de planning van operatie Desert Storm.
Na de dood van Béla Wass (1853-1936) nam Albert het kerkbestuur over en werd hij hoofdkerkvoogd van de Transsylvaanse gereformeerde kerk.
Op grond van de Tweede Scheidsrechterlijke Uitspraak van Wenen (30 augustus 1940) werd Noord-Transsylvanië terug bij Hongarije gevoegd. In het begin van het jaar daarna benoemde het Hongaarse ministerie van Landbouw Albert Wass tot bosbouwinspecteur in de nederzetting Dés. Twee jaar later werd hij echter literair redacteur van het dagblad "Oppositie" (Ellenzék) in Kolozsvár.

## Tweede Wereldoorlog
Hij onderging als reserve-onderofficier vanaf mei 1942 een militaire opleiding van drie maanden. Op het einde behaalde hij de rang van vaandrig in de Hongaarse koninklijke ruiterij. In maart van het daaropvolgende jaar werd de hoofdredacteur van Ellenzék opgeroepen voor legerdienst, en Albert Wass verving hem. Albert vertelt in zijn autobiografie dat nauwelijks drie maanden later twee Duitsers van de Gestapo binnenvielen op de redactie, zwaaiend met een bevel dat ze in opdracht van het Duitse leger "toezicht" moesten houden op het blad. Ik ben gewoon mijn bureau uitgewandeld en de bergen ingetrokken. Twee weken later stuurde een oude vriend van mijn vader, generaal Lajos Veress, bericht dat de Duitsers mij "zochten". Om uit de problemen te raken gaf generaal Veress, bevelhebber van het in Transsylvanië gestationeerde Hongaarse leger, mij een uniform en stuurde mij als onderluitenant met de negende Hongaarse koninklijke ruiterij naar Oekraïne, vanwaar ik pas met Kerstmis terugkeerde. Voor die opdracht kreeg hij twee keer het IJzeren Kruis.
Wass vervulde nog verschillende militaire opdrachten totdat hij vanaf april 1944 vleugeladjudant werd van Veress. Tegen het einde van de oorlog rukten de sovjettroepen (en later ook de Roemenen) steeds verder het land in. In december 1944 had een van zijn dramastukken moeten opgevoerd worden in het Nationaal Theater, maar de voorstelling werd afgelast wegens de belegering.
De laatste dagen van de Tweede Wereldoorlog bracht hij als officier door. Hij wachtte niet op de Roemeense herbezetting van Noord-Transsylvanië, maar trok met Pasen 1945 de westgrens over en koos voor emigratie.

## Emigratie
Eerst reisde hij naar Sopron, daarna woonde hij tot 1952 in Bleichbach nabij Hamburg. Van daaruit reisde hij, na het verplichte medische en administratieve onderzoek, met vier van zijn zonen op 21 september 1951 naar de Verenigde Staten. Daar was hij tot aan zijn pensioen actief in het taallaboratorium van de universiteit van Florida. Zijn vrouw mocht wegens haar tuberculose de Verenigde Staten niet in en bleef met haar zoon Endre achter in Duitsland. Later scheidden ze.
De Roemeense Volksrechtbank veroordeelde Albert Wass in de lente van 1946 bij verstek ter dood wegens oorlogsmisdaden en moord. Hij werd ervan beschuldigd in 1940 aan de Hongaarse troepen die Noord-Transsylvanië binnentrokken, het bevel te hebben gegeven tot executie van de familie van een orthodoxe priester en enkele Roemenen, de plaatselijke Joodse handelaar en zijn familie, en eveneens de Roemeens-orthodoxe priester en zijn Hongaarse bediende. De Roemeense autoriteiten verzochten meermaals om zijn uitlevering. In 1979 weigerde het Amerikaanse ministerie van Justitie het verzoek na herhaalde onderzoeken, op grond van gebrek aan voldoende bewijs. Nochtans getuigde de Wiesenthal-stichting tegen hem, omdat zich tussen de mensen wier executie hij zou bevolen hebben, twee Joden bevonden. De USA lieten de beschuldigingen vallen na het onderzoek.
Albert Wass hield ook meermaals staande dat de Roemeense communistische geheime politie, de Securitate, hem trachtte te doden in een reeks aanslagen. Hij kon dit echter niet bewijzen.
In 1952 hertrouwde Albert Wass met de uit Schotland afkomstige Elisabeth McClaint (1906-1987).
Hij woonde tot aan zijn dood op het grondgebied van het Nationaal Park Ocala, in het midden van het schiereiland Florida. Volgens enkele berichten zou hij zelfmoord gepleegd hebben, naar verluidt met zijn eigen jachtgeweer. Hij stierf in Astor (Florida, USA) in 1998. Hij had het materieel moeilijk omdat oplichters hem zijn fortuin afhandig hadden gemaakt (waaronder minstens zijn enorme auteursrechten). Ter vervulling van zijn laatste wens werd zijn as in Transsylvanië te ruste gelegd, naast János Kemény in de tuin van het kasteel van Marosvécs (Roemeens: Brâncoveneşti).

## Hongaars staatsburgerschap
In de Hongaarse pers circuleerde jarenlang de veronderstelling dat Albert Wass zijn Hongaarse nationaliteit tot aan zijn dood nooit meer terugkreeg, ondanks herhaalde verzoeken, en dat de Hongaarse staat zijn vraag terecht afwees omdat hij krachtens het vredesverdrag van Parijs opnieuw automatisch Roemeen was geworden. In 2007 vroegen István Simicskó en Mihály Babák (volksvertegenwoordigers voor de partijen KDNP resp. Fidész) aan president László Sólyom dat hij Albert Wass postuum het staatsburgerschap zou toekennen. De president antwoordde dat dat om verscheidene redenen onmogelijk was, vooral omdat hij de Hongaarse nationaliteit al in 1997 kreeg - de auteur overleed als Hongaar. Het document dat hem het staatsburgerschap toekende, sprak echter slechts van een beperkte duur van één jaar, wat de schrijver als pijnlijk ondervond en afwees.
Tegelijk ijverden leden van de Hongaarse minderheid in Roemenië en zijn familieleden voor zijn eerherstel. Een verzoek van zijn zoon tot herziening van het proces werd door het Roemeense Hof van Cassatie verworpen in 2007. In Odorheiu werd een standbeeld van Albert Wass onthuld zonder naamvermelding, alleen de Hongaarse inscriptie "Zwervende Szekler" (Vándor Székely). Twee andere standbeelden van hem zijn verplaatst naar de binnenkant van de Hongaarse kerken in Reghin en Lunca Mureșului. De Roemeense wet verbiedt de verering van hen die veroordeeld zijn voor "inbreuken tegen de vrede en de  mensheid of die een fascistische, racistische of xenofobe ideologie verspreiden".

## Literaire carrière
De jonge graaf verwierf literair succes met de in 1934 verschenen roman "De wolvenkuil" (A farkasverem), die hem toeliet aan de Baumgarten-prijs deel te nemen en lid te worden van verscheidene literaire genootschappen. In deze roman beschrijft hij hoe de generatie van Trianon de draad van het leven weer opneemt. De samenhangende voorstelling van de maatschappelijke werkelijkheid, de poging om recht te spreken over de geschiedenis, samen met oude taal, muziek en ritme veroverde de harten van veel lezers in Hongarije. In 1939 werd hij tot lid verkozen van het Transsylvaans Literair Genootschap en het Kisfaludy-genootschap. In 1940 kreeg hij voor de tweede keer de Baumgarten-prijs.
Zijn teksten waren vaderlandslievend, zonder de spanningen tussen de Roemeense en Hongaarse delen van de bevolking aan te wakkeren tijdens de annexatie van Noord-Transsylvanië krachtens de Tweede Scheidsrechterlijke Uitspraak van Wenen. Zijn werk was niet chauvinistisch en eerder neutraal, met de nodige kritiek op zijn Hongaarse volksgenoten.
In 1942 kreeg hij de Klebelsberg-prijs. In hetzelfde jaar propageerde hij de Transsylvaanse literatuur tijdens een gedenkwaardige toer in Hongarije, samen met drie collega's. Voor zijn militaire prestaties aan het front kreeg hij eerst het ijzeren kruis tweede klasse, en daarna het ijzeren kruis eerste klasse. Voor zijn kennis van de bosbouw werd hij tot lid van de Hongaarse Academie voor Wetenschappen gekozen.

## Werken

### Romans, novelles, vertellingen
- 1934 Farkasverem (Wolvenkuil)
- 1940 Csaba
- 1940 Mire a fák megnőnek (Voor wanneer de bomen groot zijn)
- 1940 Jönnek! (Ze komen)
- 1941 A titokzatos őzbak (De geheimzinnige reebok)
- 1941 Csalódás (Ontgoocheling)
- 1943 A kastély árnyékában (In de schaduw van het kasteel)
- 1943 Egyedül a világ ellen (Alleen tegen de wereld)
- 1943 Vérben és viharban (In bloed en storm)
- 1944 Tavaszi szél és más színművek (Lentewind en andere toneelstukken)
- 1945 Valaki tévedett (Iemand heeft zich vergist, novellen 1945-49)
- 1945 A költő és a macska (De dichter en de kat, vertellingen)
- 1947 A rézkígyó (De koperslang)
- 1949 Zsoltár és trombitaszó – Örökösök (Psalm en trompetgeschal - Erfgenamen: novellen, schetsen, brieven; postume korte roman uit 1949)
- 1949 Adjátok vissza a hegyeimet! (Geef onze bergen terug)
- 1951 Ember az országút szélén (Een man aan de rand van de landweg)
- 1952 Elvész a nyom (Het spoor raakt zoek)
- 1953 Tizenhárom almafa (Dertien appelbomen)
- 1958 Az Antikrisztus és a pásztorok (De antichrist en de herders)
- 1959 A funtineli boszorkány (De heks van Funtinel)
- 1964 Átoksori kísértetek (Spoken van de vervloekte rij)
- 1965 Elvásik a veres csillag (De rode ster wordt bot)
- 1967 Magukrahagyottak (Aan hun lot overgelaten)
- 1974 Kard és kasza (Zwaard en zeis)
- 1975 Magyar örökségünk (Onze Hongaarse erfenis: studies, achtergelaten novellen, geschriften, interviews)
- 1978 Halálos köd Holtember partján (Dodelijke mist op de oever van Dodeman)
- 1985 Hagyaték (Nalatenschap)
- 1989 Te és a világ (Jij en de wereld, novellen)
- Eliza (in het Engels)
- Igazságot Erdélynek! (Gerechtigheid voor Transsylvanië)
- Józan magyar szemmel I-II. (Met nuchter Hongaars oog, journalistiek werk)
- Karácsonyi üzenetek – A temető megindul (Kerstberichten - het kerkhof vertrekt)
- Magyar pólus (Hongaarse pool: herontdekte verzen, novellen, portfolios, openbare geschriften, interviews en brieven)
- Népirtás Erdélyben (Volkerenmoord in Transsylvanië)
- Hűség bilincsében (In de boeien van de trouw)
- Hanky tanár úr (Meester Hanky)
- Se szentek, se hősök (Geen heiligen of helden)
- A szikla alatti férfi (De man onder de rots)
- A sólyom hangja (De stem van de valk)
- Csillag az éjszakában (Ster in de nacht)
- Black Hammock (Zwarte hangmat, in het Engels)
- Magyar Számadás (Hongaarse rekenschap)
- Nem nyugaton kel fel a nap (De zon komt niet in het westen op)
- Voltam (Ik was)

- Bibsys: 90604639
- Bibliothèque nationale de France: cb13623721n (data)
- Gemeinsame Normdatei: 123541662
- International Standard Name Identifier: 0000 0001 1071 729X
- Library of Congress Control Number: n79126261
- Nationale Bibliotheek van Tsjechië: xx0084783
- Nationale en Universitaire bibliotheek Zagreb: 000146138
- Nederlandse Thesaurus van Auteursnamen: 114256276
- Système universitaire de documentation: 250515377
- Virtual International Authority File: 76491526
- WorldCat: E39PBJtMrpvhDPMXmtBMJtptrq